# ارلینگ لیند لارسن
ارلینگ لیند لارسن (دانمارکی: Erling Linde Larsen; ۹ نوامبر ۱۹۳۱ – ۱۵ دسامبر ۲۰۱۷) بازیکن فوتبال اهل دانمارک بود.
وی همچنین در تیم ملی فوتبال دانمارک بازی کرده‌است.